# Istentisztelet
Az istentisztelet Isten vagy valamely istenség tiszteletére, imádatára irányuló ceremónia. Az ábrahámi vallásokban Istennek, a benne levő hitnek megfelelő és meghatározott szavakban és cselekvésekben kifejeződő egyéni vagy közösségi tisztelete, így például a kereszténységben többnyire bibliaolvasással, prédikációval, imával és szentséggel.
Az istentisztelet általában egy közösségi hely (templom, imaház, gyülekezet, zsinagóga, mecset, királyságterem stb.) épületében történik, de bárhol végbemehet, akár egyénileg is. Stílusában a különböző felekezetek és vallások között eltérés alakult ki. Az istentiszteleti összejövetelek fontos részét képezik a hívők életének.

## Kereszténység
A zsoltáríró a Teremtő tiszteletére és imádatára szólít fel:
- Jőjjetek, hajoljunk meg, boruljunk le; essünk térdre az Úr előtt, a mi alkotónk előtt! [1]
- Menjetek be az ő (házának) kapuin hálaadással, tornácaiba dicséretekkel! [2]

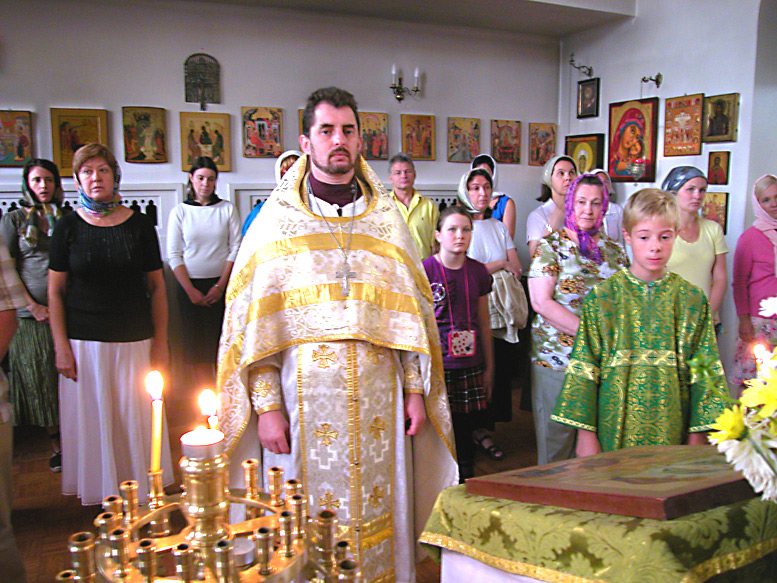
Ortodox istentisztelet a németországi Düsseldorfban

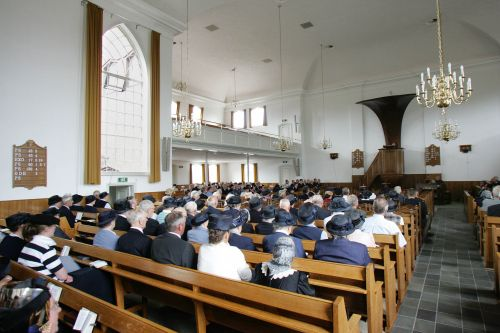
A református egyház egy istentisztelete, Doornspijk, Hollandia

### Alkotórészei
A keresztény közösségi istentisztelet fő alkotórészei:
- ima, a római katolikusoknál a Miatyánk
- ének Isten dicsőítésére
- prédikáció
- bibliaolvasás; célja: személyes találkozás Isten szavával
- szentség - a legtöbb keresztény egyházban az istentisztelet egyik tetőfokának tekintik azt, amikor ünnepélyesen megismétlik az utolsó vacsorát, amit Jézus a tanítványaival töltött el, saját testének és vérének jelképeként kenyeret és bort nyújtva nekik (→ úrvacsora, eucharisztia).

### Az őskeresztények
Az 1. században a Szent Lélek csodatevő ajándékának megnyilvánulásai feltűnő jellemzői voltak a keresztény összejöveteleknek. A mindennapi istentiszteleteken a korai keresztények imádkoztak, Istent dicsérő énekeket énekeltek és nagy hangsúlyt fektettek a prófétálásra, amely építő jellegűen hatott a hallgatókra. Erősítette az is őket, amit ki-ki elmondott a hitéről, tapasztalatairól és Isten iránti szeretetéről.
Gyakran tartották összejöveteleiket magánotthonokban, de némely helyen a zsidó zsinagógákban is beszélhettek. Efézusban Pál apostol két évig egy iskolai előadóteremben tartott Istent magasztaló előadásokat.

### Protestáns egyházak
A közösségi istentiszteletek gyakori része az Istent dicsőítő ének, a hozzá intézett ima, a prédikáció. A hívők őszinte istentiszteletét az Isten iránti tiszteletteljes lelkület hatja át.
A hívő ember számára Isten háza: a menny kapuja. A dicsének, az ima, a Krisztus képviselői által mondott szavak Isten eszközei, hogy egy népet készítsenek elő a mennyei gyülekezet számára, arra a magasztosabb istentiszteletre, ahova "nem mehet be semmi tisztátalan".

#### Megfelelő magatartás Isten házában
Már Jézus korában a templomi szolgálatok formálissá váltak és ott is inkább az üzleti szellem érvényesült. És Jézus bemenvén a templomba, elkezdte kiűzni azokat, akik a templomban árulnak és vásárolnak vala; a pénzváltók asztalait, és a galambárusok székeit pedig felforgatta .. És tanít vala, mondván nékik: Nincsen-é megírva: Az én házam imádság házának neveztetik minden nép között? Ti pedig rablók barlangjává tettétek azt.
Egy Ószövetségi történet Nádáb és Abihu történetét meséli el: Nádáb pedig és Abihu, Áronnak fiai, vevék mindketten az ő tömjénezőjüket, és tettek azokba szenet és raktak arra füstölő szert, és vittek az Úr elé idegen tüzet, amelyet nem parancsolt vala nékik. Tűz jött azért ki az Úr elől, és megemészté őket, és meghaltak az Úr színe előtt.
A történetek azt mutatják, hogy Isten különleges tiszteletet követel meg a hívők viselkedése tekintetében az Ő házában. Bármely templomban vagy Isten szolgálatára felszentelt helyen tilos minden olyan cselekedet, előadás vagy ünnepély, amely nem fér össze annak szent jellegével vagy nem járul hozzá Isten és a szent dolgok tiszteletéhez.
Amikor az istentisztelet helyén vagyunk, emeljük fel szívünket Istenhez imában, hogy az istentisztelet áldást hozzon szívünkbe. Gondolnunk kell arra, hogy láthatatlan mennyei küldöttek vannak jelen az imaházban. A nevetgélés, tiszteletlen beszéd nem megengedett Isten imádságának házában. 

Tanúsítsunk tiszteletet Isten neve iránt! Soha ne ejtsük ki az Ő nevét tiszteletlenül vagy gondatlanul! "Szent és rettenetes az Ő neve"

Isten Igéjét tartsuk tiszteletben! Sohase idézzük a Szentírást tréfásan vagy szellemeskedő mondásra! 

Tanúsítsunk tiszteletet Isten képviselői iránt, a lelkészek és tanítók iránt!

Szigorúan ügyeljünk ruházkodásunkra, követve a Szentírás előírásait. A divat istennővé lett, amely uralja a külvilágot, de gyakran belopódzik Isten házába is. Ne gyalázzuk meg Isten szent helyét feltűnő ruházattal, mert Isten angyalai vannak ott jelen. Izrael szentje így szólt apostola által:
- Akiknek ékessége ne legyen külső, hajuknak fonogatásából és aranynak felrakásából vagy öltözékek felvevéséből való, hanem a szívnek elrejtett embere, a szelíd és csendes lélek romolhatatlanságával, ami igen becses az Isten előtt.[8]

### Egyéni (igazi) istentisztelet
Jézus földi szolgálata során tetteivel és tanításaival egyaránt hangsúlyozta, mennyire fontos Istent szeretni. A zsinagógában vagy a hegyoldalon, bárhol is járt, mindig időt szánt arra, hogy imádattal forduljon mennyei Atyjához. Így tanította az embereket:
- Szeresd azért az Urat, a te Istenedet teljes szívedből, teljes lelkedből és teljes erődből. Ez az első nagy parancsolat.[9]

A szeretet önzetlen megállást parancsol. Amit vagy akit szeretünk, annak időt szentelünk. Az idő Isten ajándéka. Pontos számadást kér majd róla, mire fordítottuk azt.
Akit igazán szeretünk és tisztelünk, annak az utasítása fontos számunkra. János evangélista írja: 
- "hogyha az Istent szeretjük, az ő parancsolatait megtartjuk".[10]

Amikor Jézust Sátán megkísértette, hogy boruljon le előtte és dicsőítse őt, így válaszolt neki: 
- Eredj el Sátán, mert meg van írva: az Urat, a te Istenedet imádd és csak neki szolgálj! [11]

A Biblia azt tanítja, hogy egyedül csak Istent szabad imádni. Egy Isten van, aki teremtette a világot és az embert, csak egyedül Őt illeti imádat. 
A Biblia megtiltja, hogy bálványokat készítsünk vagy hogy bárki mást, vagy bármi mást imádjunk. A mai embernek is lehetnek bálványai, melyek lehetnek valóságos tárgyak, elvont dolgok vagy más emberek. Minden, amit vagy akit jobban szeretünk vagy dicsőítünk Istennél, akár életünkkel, akár szavainkkal, bálványunkká lett.
Meg kell gondolnunk, hogy nem olyan sok idő múlva egy napon mindent itt-hagyunk e világon, ideje hát közeli ismertséget kötnünk Istennel. Haszontalan tennivalók és az önző vágyak kielégítése helyett törekednünk kell az Istennel való kapcsolat elmélyítésére.
Jézus mondta, hogy kétféle Úr van ezen a világon és ebből az ember csak egyet szolgálhat és szerethet. Vagy az igaz Istent, a világegyetem Teremtőjét és Fenntartóját vagy pedig a teremtett dolgokat és lényeket, mint bálványokat. Az utóbbi nem egyéb, mint burkolt szellem, azaz sátánimádás. Sátán az ellen-isten, a világunk istene.
Pál apostol írta:
És az örökkévaló Istennek dicsőségét felcserélték a mulandó embereknek képmásával... és a teremtett dolgokat tisztelték és szolgálták a Teremtő helyett 

Korunk jellemző tünete a lelkiség eltűnése és az anyagiasság uralma. Az istenfélelem és -tisztelet ritka kincs. Az emberiség a pénz, az érzéki és a testi vágyak és Sátán egyéb csapdáinak rabjává vált.
Olyan világban élünk, amely elhalmoz minket tárgyakkal és mindenféle cucc megvásárlására buzdít - amikre nincs is igazán szükségünk. Igazi boldogság nem anyagi javakból, hatalomból vagy státusból származik. Sokan, akik mindezt elérték, igen magányos emberek. Ha körbenézünk a világban, meglátjuk a neurotikus és boldogtalan emberek óriási tömegét, akik gyógyszerekkel tömik magukat, alkoholt és más stimuláló szereket fogyasztanak, hogy fájdalmukat enyhítsék. 
Mély és tartós kielégülést csak Istennel, az Ő örök törvényeivel és az emberekkel való harmonikus viszony hoz. A világot Isten megváltozhatatlan törvényei szabályozzák és saját boldogságunk és az üdvösségünk múlik rajta, hogy ezeknek a törvényeknek mennyire engedelmeskedünk.
Vallásunk nem az, amiben állításunk szerint hiszünk. Vallásunk az, amit életünkkel kezdünk, aminek életünket szenteljük, ami körül gondolataink és tetteink működnek.
Jézus Jákob kútjánál egy asszonnyal találkozva elmondta, hogy Isten azokat keresi, akik igaz szívvel imádják Őt. Szavai szerint akik lélekben és igazságban imádják Istent, azok szeretik Őt igazán.
"A Magasságos nem kézzel csinált templomokban lakik." - írja a Biblia. Nem azáltal kerül az ember közösségbe Istennel, hogy egy templomot vagy szent helyet felkeres. A vallást nem szabad külső formákra vagy ceremóniákra korlátozni. Sokan megtartják az istentisztelet külsőségeit, de bűnbánat, megtérés nélkül. Ezt üzeni nekik Isten:
- "Nem gyönyörködöm a ti összejöveteleitekben.[16] Ne hozzatok többé hazug áldozatot... bűnt és ünneplést el nem szenvedhetek.[17]

A szeretetből fakadó önzetlen szolgálat - ez a legszebb istentisztelet. Az igazi Isten-tisztelet abban is megnyilatkozik, ahogyan másokkal, embertársainkkal bánunk. Valódi megtérés és megváltozott élet jelzi. 
Az Úr nemcsak azt parancsolta nekünk, hogy ne ártsunk felebarátunknak, hanem azt parancsolta, hogy szeressük felebarátunkat, mint önmagunkat.
- "Oszd meg kenyeredet az éhezővel, vidd be házadba a szegény hajléktalant, ha meztelen embert látsz, ruházd fel, és ne zárkózz el testvéred elől! Akkor eljön világosságod, mint a hajnalhasadás, és hamar beheged a sebed. Igazságod jár előtted, és az Úr dicsősége lesz mögötted."[19]

Amikor szükségben lévő embereknek adunk, ellenszolgáltatás nélkül kell adnunk és ne várjunk viszonzást! Jézus mondta: "A te alamizsnád titkon legyen; és a te (mennyei) Atyád, aki titkon néz, megfizet néked nyilván."
- "Ha valaki istentisztelőnek látszik köztetek, nyelvét azonban nem fékezi, hanem áltatja magát, annak az istentisztelete hiábavaló. Tiszta és szeplő nélkül való istentisztelet az Isten és az Atya előtt ez: meglátogatni nyomorukban az árvákat és az özvegyeket, és tisztán megmaradni a világ szennyétől."[21]

A Biblia alapján az igazi istentisztelet a cselekvő szeretet: a testileg és lelkileg bajbajutottakon segíteni, és egy szent, a bűnös és haszontalan világi kívánságoktól mentes életet élni.
Pál így intette a hívőket: 
- "Okos istentiszteletként szánjátok oda testeteket élő és szent áldozatul, amely tetszik az Istennek; és ne igazodjatok e világhoz, hanem változzatok meg értelmetek megújulásával, hogy megítélhessétek: mi az Isten akarata, mi az, ami jó, ami neki tetsző és tökéletes. " [22]

Gondolkodásmódunk "újjászületése" által ismerjük meg Isten akaratát az életünkben. A hívő embernek nem szabad a világ útját követni és annak szokásaihoz alkalmazkodnia. Csak akkor számítunk Isten tisztelőjének és Jézus követőjének, ha odaszánjuk magunkat Isten szolgálatára, felebarátaink megmentésére. Az igaz hívőket nem uralkodás, versengés és az önző vágyak kielégítése jellemzik, hanem az ellenkezője: önzetlen embertársi szeretet és szolgálat.
Aki Istent szereti és tiszteli, annak minden embertársát szeretnie kell, ahogy János apostol írta:
- "Szeressük egymást, mert a szeretet Istentől van, és aki szeret, az Istentől született, és ismeri Istent; aki pedig nem szeret, az nem ismerte meg Istent.. Ha valaki azt mondja: "Szeretem Istent", a testvérét viszont gyűlöli, hazug az.. mert Isten a szeretet."[24]

## Iszlám
A minaretekből a müezzin hívja istentiszteletre és figyelmezteti az imaidőkre a hívőket. A férfi hívőknek a pénteki közösségi ima kötelező a mecsetben. Az istentiszteleten az imádságot előimádkozó (imám) vezeti, a pénteki prédikációt a hátib (hutba) tartja.
A Korán tanítása azonos a Bibliáéval: Egyedül a Teremtőt imádd, ne a teremtett lényeket és dolgokat!
Isten (Allah) helyes tisztelete, imádata:
- Ő az egyedüli Isten, társak, asszociációk nélkül. Jézus csak Isten prófétája volt és nem egyenlő Istennel, ahogy Mohamed próféta sem. A Szent Lélek Gábriel arkangyal. A szentháromság tana tévtanításként került a kereszténységbe az ókori pogány vallásokból.
- Allahhoz közvetlenül kell fordulni - szentek, próféták, papok, angyalok stb. közvetítése nélkül.
- Istent (Allaht) egyetlen ember sem látta, ezért ábrázolásokat, képeket nem megengedett róla készíteni és azok előtt tisztelegni.
- Mohamed próféta példáját és útmutatását kell követni, aki az Ő utolsó küldötte volt.

A muzulmánok mindenekelőtt az Istennel szembeni szent tisztelet és odaadás terén lehetnek példaképek az elvilágiasodott keresztények számára. Az iszlám figyelmeztet bennünket, hogy Isten nem az az aranyos nagypapához hasonló "édes, jó Istenke", akivel, hogy úgy mondjuk, "bratyizni" lehet, hanem az értelmünket és gyarló lényünket végtelenül meghaladó, fenséges, szent valóság, akinek a szemtől-szembeni látását a Korán és a Biblia tanúságtétele szerint földi ember élve el nem viselheti.
Allah tisztelete egy tág fogalom, amely magában foglalja azokat a cselekedeteket, amelyeket az iszlám öt tartópillérének neveznek. Ezek:
- Hit Őbenne és az Ő prófétáiban
- Ima naponta ötször, Mekka felé fordulva.
- Böjt a ramadán havában.
- Adomány vallási és jótékonysági célokra.
- Mekkai zarándoklat, legalább egyszer a hívő életében (ha ezt anyagilag és egészségileg megengedheti).

## Judaizmus
A zsidó istentisztelet a szétszóratás után (az 1. század után) gyökeresen megváltozott. A templommal együtt az istentisztelet régi, áldozatra alapuló formája is megszűnt. Helyettük maradtak a zsinagógák, a maguk egész más liturgiájával. Valami emlékeztető maradt azért a régire: a zsinagógában is van egy szentek szentje, a függönnyel ellátott Tóra-szentély, benne az egykor a szövetség ládájában található Törvény-táblákat helyettesítő Tóra-tekerccsel. Úgyszintén megtalálható benne a hétágú gyertyatartó. A zsinagóga előcsarnokában pedig lehetőség van rituális tisztálkodásra.
Az istentisztelet keretében a Tóra tekercset a rabbi ünnepélyesen kiveszi a szentélyből és az olvasópulthoz viszi. Az év során Mózes öt könyvét teljesen végigolvassák és magyarázzák. A liturgia szerves része még a különböző szent szövegek és áldásformulák recitálása, valamint az imádság.
A hívőknek szent kötelesség a napi legalább háromszori ima: reggel, délután, este.
Számukra Isten szigorúan egy és a kereszténység Szentháromság tana pedig a monoteizmus elcsorbítása (hasonlóan az iszlám tanításához).
Isten felé mély tiszteletet mutatnak és tilosnak tartják az ábrázolását vagy a nevének kimondását. 
Az ószövetségi leírások alapján csak a főpap ejthette ki a száján Isten szent nevét (JHVH) és csak az engesztelés napján; majd ahogy kiejtette, az összegyűlt emberek a földre borultak.
A zsidó vallásban a kezdetektől fogva hiányzik Isten ábrázolása, így az ókori jeruzsálemi templom szentélyében sem volt, és a mai zsinagógákban sem látható.

## Hinduizmus
A hinduizmusban nincs olyan közös templomi istentisztelet olyan értelemben, mint az ábrahámi vallásokban. A templomok szellemi erőközpontok, az áldozatok és szertartások helyei, de a hívők a maguk módján, egyénenként kapcsolódnak be a hely szent áramkörébe.
Az Isten iránti tisztelet szanszkrit szavakkal kétféle lehet: szaguna (सगुण) és nirguna (निर्गुण). Ha valamilyen formában vagy alakban tiszteljük Istent, az a szaguna, míg a forma nélküli Istentisztelet a nirguna.
Az érzés, amellyel a hívő imádja Istent, kétféle lehet: pará és apará.
Az istentisztelet szaguna módja és az apará bhakti azt jelenti, hogy őszintén betöltik a szívünket azok a gondolatok és érzések, hogy Isten igazságos és jóindulatú és egyéb ehhez hasonló tulajdonságai vannak. Ez az egész világ Istennek csak egy kilégzése, vagy másként kifejezve az Ő gondolathulláma. Ezért fontos, hogy mindenkit Isten testet öltésének tekintsünk. Mások szolgálata Isten szolgálata. Ilyen a szaguna bhakti érzésvilága.
Annak felismerése, hogy Isten forma és jellegzetességek nélküli, valamint az a meggyőződés, hogy Ő kezdet és vég nélküli, változatlan, túl van halandóságon - ezek az istentisztelet nirguna formájának jellemzői. Azok a fogalmak, amelyek úgy írják le Istent, mint aki hallás, tapintás és forma nélküli, változatlan és soha nem gyengülő, a nirguna érzésvilág jellemzői, amelyet parábhaktinak neveznek.
Az upászana vagy imádat annyit jelent, hogy a szádhaka hagyja, hogy kicsinyes önfejűsége helyett a bhakti érvényesüljön az életében. A bhakti önátadást és a mélyen bennünk lakozó Isten akarata előtti meghajlást jelenti.
Szvámi Ráma így ír: Éreznünk kell, hogy az igazság (szatja) és az igazságosság az ember egyedüli vallása. Ha hagyjuk, hogy az "igazság" vezérelje az életünket, akkor ez a vallás elfogadása, és a vallásunknak azonosnak kell lennie az igazsággal. Brahman felismerésének egyedüli eszköze egyedül az igazság és semmi más. Az igazságot szavainkkal, gondolatainkkal és tetteinkkel egyaránt követnünk kell. A szádhakák soha nem feledkeznek meg arról a szabályról, hogy az igazságnak első helyen kell állnia a gyakorlati erkölcs és a spirituális dolgok terén egyaránt. A képmutató vallásosság csak akadályoz minket, és végzetes lehet az igazság felismerése szempontjából.
Isten követője, elfelejtkezve önmagáról, folyamatosan elmerül az isteni szeretetben és élete egyedüli célja az élet értelmének megvalósítása. Amikor a követő tiszta és nemes hite eléri a csúcspontját, akkor képes lesz megpillantania szeretetének tárgyát, az Urat. A követő Istenében lakozik és teljesen alárendeli magát Neki azzal az érzéssel, hogy semmi nem az enyém, minden, amim van, csak a Tied. Mit veszíthetek, ha felajánlom neked azt, ami már most is a Tied? 
A világ nem más, mint Isten megnyilvánulása. Az emberiség szolgálata Isten szolgálata. Az önzetlen szolgálat Isten imádása. Istent a saját teremtményein keresztül lehet a legjobban szolgálni vagy szeretni. Amikor szolgálunk, Istennek dolgozunk. Isten a belső súgó, a lelkiismeret, aki cselekvésre késztet. Mi csak eszközök vagyunk az Ő kezében. Abban a tudatban kell tevékenykednünk, hogy a Kozmikus Akaratnak engedelmeskedünk, így több erő, de kevesebb önteltség lesz bennünk. A bennünk élő és ragyogó, Istenből áradó fény teszi majd lehetővé, hogy képesek legyünk szolgálni. Ebben a földi életben minden, amit magunknak érzünk, csak ránk van bízva, de nem a miénk – ebben a felismerésben kell cselekednünk. Az "enyém" gondolatának megszűnésével a kötelékektől is megszabadulunk.